# حساب (مهارة)
الحساب (بالإنجليزية: Numeracy)‏ هو القدرة على فهم المفاهيم الحسابية البسيطة والتفكير بها وتطبيقها. تنص مؤسسة الحساب الوطنية الخيرية على ما يلي: "الحساب يعني فهم كيفية استخدام الرياضيات في العالم الحقيقي والقدرة على تطبيقها لاتخاذ أفضل القرارات الممكنة... الأمر يتعلق بالتفكير والاستدلال بقدر ما يتعلق بـ"إجراء عمليات الجمع". تتكون مهارات الحساب الأساسية من فهم العمليات الحسابية الأساسية مثل الجمع والطرح والضرب والقسمة. على سبيل المثال، إذا كان بإمكان المرء فهم المعادلات الرياضية البسيطة مثل 2 + 2 = 4، فسيُعتبر أنه يمتلك على الأقل معرفة رقمية أساسية. تشمل الجوانب الأساسية للحساب أيضًا الحس العددي وحس العمليات والحوسبة والقياس والهندسة والاحتمالات والإحصاء.[بحاجة لمصدر] يمكن للشخص المتعلم رقميًا إدارة والاستجابة للمتطلبات الرياضية للحياة.